# Kian Fitz-Jim
Kian Fitz-Jim (Amsterdam, 5 luglio 2003) è un calciatore olandese, centrocampista dell'Ajax e della nazionale Under-21 olandese.

## Biografia
Nato nei Paesi Bassi, suo padre è surinamese e sua madre di Hong Kong.

## Carriera

### Club
Il 18 giugno 2019 ha firmato con l'Ajax. Ha debuttato da professionista il 21 dicembre 2020 in Eerste Divisie con il Jong Ajax contro il Telstar.
Nell'agosto 2023 ha rinnovato il contratto con l'Ajax fino al 2027 ed è stato mandato in prestito all'Excelsior per la stagione 2023-24.

### Nazionale
Per via delle sue origini, Fitz-Jim ha avuto la possibilità di scegliere di rappresentare tre nazioni diverse, scegliendo alla fine i Paesi Bassi, per cui ha giocato a livello giovanile.

## Statistiche

### Presenze e reti nei club
Statistiche aggiornate all'11 gennaio 2025.
| Stagione        | Squadra         | Campionato      | Campionato | Campionato | Coppe nazionali | Coppe nazionali | Coppe nazionali | Coppe continentali | Coppe continentali | Coppe continentali | Altre coppe | Altre coppe | Altre coppe | Totale | Totale | Totale |
| Stagione        | Squadra         | Comp            | Pres       | Reti       | Comp            | Pres            | Reti            | Comp               | Pres               | Reti               | Comp        | Pres        | Reti        | Pres   | Reti   |        |
| --------------- | --------------- | --------------- | ---------- | ---------- | --------------- | --------------- | --------------- | ------------------ | ------------------ | ------------------ | ----------- | ----------- | ----------- | ------ | ------ | ------ |
| 2020-2021       | Jong Ajax       | 1D              | 21         | 1          |                 | -               | -               |                    | -                  | -                  |             | -           | -           | 21     | 1      |        |
| 2021-2022       | Jong Ajax       | 1D              | 34         | 0          |                 | -               | -               |                    | -                  | -                  |             | -           | -           | 34     | 0      |        |
| 2022-2023       | Jong Ajax       | 1D              | 30         | 3          |                 | -               | -               |                    | -                  | -                  |             | -           | -           | 30     | 3      |        |
| 2023-2024       | Jong Ajax       | 1D              | 3          | 0          |                 | -               | -               |                    | -                  | -                  |             | -           | -           | 3      | 0      |        |
| 2022-2023       | Ajax            | ED              | 2          | 0          | CO              | 2               | 0               | UCL+UEL            | 2                  | 0                  |             | -           | -           | 4      | 0      |        |
| 2023-gen. 2024  | Excelsior       | ED              | 10         | 0          | CO              | 2               | 0               |                    | -                  | -                  |             | -           | -           | 12     | 0      |        |
| gen.-giu. 2024  | Jong Ajax       | 1D              | 18         | 1          |                 | -               | -               |                    | -                  | -                  |             | -           | -           | 18     | 1      |        |
| gen.-giu. 2024  | Ajax            | ED              | 2          | 0          | CO              | -               | -               | UECL               | -                  | -                  |             | -           | -           | 2      | 0      |        |
| 2024-2025       | Ajax            | ED              | 15         | 2          | CO              | -               | -               | UEL                | 10                 | 3                  |             | -           | -           | 25     | 5      |        |
| Totale carriera | Totale carriera | Totale carriera | 135        | 7          |                 | 4               | 0               |                    | 12                 | 3                  |             | -           | -           | 151    | 10     |        |